# On the Village Green (Cleemput)
On the Village Green (Onder de Toren) is een compositie voor harmonie- of fanfareorkest van de Belgische componist Werner Van Cleemput. Het is opgedragen aan Jozef Wauters, kapelmeester van de Muziekkapel van de Zeemacht te Oostende. Het militaire muziekkorps verzorgde ook de première van het werk. Het werd door de BRT in 1977 geselecteerd voor de Europese Radio-unie  Wedstrijd in voormalig Joegoslavië, uitgevoerd door de Muziekkapel van de Belgische Rijkswacht onder leiding van Roland Cardon.
Het stuk is ook op cd opgenomen door de Muziekkapel van de Belgische Rijkswacht.